# Tanaya Henry
Tanaya Henry é uma designer de joias e modelo americana de Minnesota .

## Biografia
Ela se formou na Prior Lake Senior High em 2006.

## Carreira
Pouco depois de se mudar para Nova York, Henry assinou com a agencia Wilhelmina Models.
Henry ganhou atenção quando ela se tornou um outdoor humano para sua campanha She Wears Your Tee em 2010 Henry, Kareem Rahma e Michael Schwengel tiveram a ideia de vender os dias de seu calendário para empresas em troca de promoção. Essa técnica de marketing atraiu cobertura da mídia. O site apresentava um calendário em que as reservas podiam ser feitas por dia para os serviços de marketing de Henry, com o preço aumentando em US $ 1 por dia. As empresas participantes incluíram Adidas, Vimeo, Groupon e o grupo de hip-hop Atmosphere. Mais tarde, ela se mudou para um depósito em Hoboken, Nova Jersey, chamado Pudding Factory, de propriedade do fotógrafo River Clark, com quem ela colaborou.
Henry trabalhou como dançarina go-go em várias casas noturnas de Nova York para financiar seu negócio de joias em desenvolvimento. Uma noite, sua orelha chamou a atenção da estilista de Alicia Keys. Semanas depois, os brincos estavam na capa da última edição da Giant Magazine usada por Keys. Ela então criou diferentes variações do brinco, chamando a atenção de estilistas como Mariel Haenn ( Rihanna ) e Niki Schwan ( Nicki Minaj) por meio de uma das melhores amigas de Henry, a estilista Maeve Reilly. Uma das variações do brinco de Henry apareceu no videoclipe "Your Love" de Nicki Minaj. Lace by Tanaya foi destaque no The Huffington Post. Em 2015, Henry apareceu como o interesse amoroso no videoclipe de Trey Songz para "Slow Motion".

## Vida Pessoal
Tanaya namorou com o cantor Trey Songz.

## Filmografia (incluindo videoclipes)
| Ano  | Título                         | Função   |
| ---- | ------------------------------ | -------- |
| 2015 | "Slow Motion"                  | Destaque |
| 2010 | Gun                            | Destaque |
| 2009 | Hunting Shadows                | Valeska  |
| 2012 | "I Want You"                   | Destaque |
| 2011 | "It Ain't Over 'til It's Over" | Destaque |
| 2011 | "Body 2 Body"                  | Destaque |
| 2011 | "Birthday Dress"               | Líder    |
| 2011 | "Work Out"                     | Destaque |
| 2011 | "Try"                          | Líder    |
| 2010 | "Fall for Your Type"           | Destaque |
| 2010 | "All I Want Is You"            | Líder    |
| 2010 | "Pretty Girls"                 | Destaque |
| 2009 | "Press It Up"                  | Destaque |

## Comerciais
| Ano  | Produtos          | Notas |
| ---- | ----------------- | ----- |
| 2014 | Ciroc             |       |
| 2014 | True Religion     |       |
| 2012 | Curls Unleashed   |       |
| 2012 | Clairol           |       |
| 2012 | Fiat              |       |
| 2012 | Body LX           |       |
| 2012 | E! Summer Line Up |       |
| 2011 | Bing              |       |
| 2010 | Lugz              |       |

## Referencias
1. ↑  J., C. (3 de fevereiro de 2010). «SheWearsYourTee.com is part of her body of work». Star Tribune Lifestyle. Consultado em 28 de setembro de 2011
2. 1 2  Powell, Shannon (28 de junho de 2013). «Vixen Chat: Tanaya Henry Opens Up About Lace by Tanaya, Clears Trey Songz Dating Rumors». Vibe. Consultado em 26 de outubro de 2018
3. ↑  «Model Citizen: This Model Wants to Wear Your Shirt». UrbanDaddy. 8 de fevereiro de 2010. Consultado em 26 de outubro de 2018
4. ↑  «SheWearsYourTee.com is part of her body of work». Star Tribune. Consultado em 17 de maio de 2019
5. ↑  «NEW YORK FASHION MODEL GETS GEEKY». shewearsyourtee.com. Cópia arquivada em 1 de setembro de 2011
6. ↑  Kennedy, Lesley (2 de fevereiro de 2010). «Model Will Wear Your T-Shirt and Promote Your Brand for a Small Fee». Stylelist. Consultado em 28 de setembro de 2011. Cópia arquivada em 14 de janeiro de 2012
7. ↑  «Pay A Model For Your Shirt On Her Back». CocoPerez.com. Consultado em 3 de fevereiro de 2011. Cópia arquivada em 22 de junho de 2010
8. ↑  «Tanaya Henry». makingofamogul.com. Consultado em 10 de setembro de 2011. Cópia arquivada em 8 de outubro de 2011
9. ↑  Milner, Iman (11 de agosto de 2011). «Beyond The Stereotype: Tanaya Henry». Edge Magazine. Consultado em 28 de setembro de 2011
10. ↑  Rogers, Dewayne (2 de julho de 2018). «Model Mondays: Tanaya Henry turns bejeweled bodies into big business». Rolling Out. Consultado em 22 de outubro de 2018
11. ↑  Clott, Sharon (22 de julho de 2010). «Look By Look: The Complete Fashion Breakdown of Nicki Minaj's New Video 'Your Love». MTV. Consultado em 22 de outubro de 2018
12. ↑  Phearse, Terrence (19 de abril de 2012). «Object of Affection: Lace by Tanaya Earlace». HuffPost. Consultado em 22 de outubro de 2018
13. ↑  Robertson, Iyana (15 de fevereiro de 2015). «Trey Songz Takes It Back To The Crib For 'Slow Motion' (Video)». Vibe. Consultado em 22 de outubro de 2018
14. ↑  «The 25 Hottest Urban Models to Follow on Instagram». complex.com. 27 de fevereiro de 2013. Consultado em 23 de maio de 2015
15. ↑  «The 50 Hottest Urban Models - Tanaya Henry». Consultado em 24 de maio de 2015
16. ↑  «The 25 Hottest Urban Models to Follow on Instagram». complex.com. 27 de fevereiro de 2013. Consultado em 23 de maio de 2015
17. ↑  «The 25 Hottest Urban Models to Follow on Instagram». complex.com. 27 de fevereiro de 2013. Consultado em 23 de maio de 2015